# La Pitita Marcha
La Petite-Marche és un municipi francès, situat al departament de l'Alier i a la regió d'Alvèrnia-Roine-Alps. L'any 2007 tenia 187 habitants.

## Demografia

### Població
El 2007 la població de fet de La Petite-Marche era de 187 persones. Hi havia 84 famílies de les quals 24 eren unipersonals (12 homes vivint sols i 12 dones vivint soles), 28 parelles sense fills, 16 parelles amb fills i 16 famílies monoparentals amb fills.
La població ha evolucionat segons el següent gràfic:
Habitants censats

### Habitatges
El 2007 hi havia 177 habitatges, 83 eren l'habitatge principal de la família, 52 eren segones residències i 42 estaven desocupats. 170 eren cases i 7 eren apartaments. Dels 83 habitatges principals, 62 estaven ocupats pels seus propietaris, 16 estaven llogats i ocupats pels llogaters i 5 estaven cedits a títol gratuït; 7 tenien dues cambres, 11 en tenien tres, 25 en tenien quatre i 40 en tenien cinc o més. 61 habitatges disposaven pel capbaix d'una plaça de pàrquing. A 41 habitatges hi havia un automòbil i a 36 n'hi havia dos o més.

### Piràmide de població
La piràmide de població per edats i sexe el 2009 era:
| Homes | Edats   | Dones |
| ----- | ------- | ----- |
| 0     | 95 o +  | 0     |
| 0     | 90 a 94 | 4     |
| 0     | 85 a 89 | 0     |
| 0     | 80 a 84 | 4     |
| 4     | 75 a 79 | 0     |
| 8     | 70 a 74 | 12    |
| 8     | 65 a 69 | 4     |
| 12    | 60 a 64 | 8     |
| 12    | 55 a 59 | 4     |
| 12    | 50 a 54 | 16    |
| 4     | 45 a 49 | 8     |
| 4     | 40 a 44 | 4     |
| 12    | 35 a 39 | 0     |
| 16    | 30 a 34 | 8     |
| 8     | 25 a 29 | 4     |
| 4     | 20 a 24 | 0     |
| 0     | 15 a 19 | 0     |
| 8     | 10 a 14 | 8     |
| 8     | 5 a 9   | 8     |
| 0     | 0 a 4   | 0     |

## Economia
El 2007 la població en edat de treballar era de 113 persones, 72 eren actives i 41 eren inactives. De les 72 persones actives 62 estaven ocupades (37 homes i 25 dones) i 10 estaven aturades (4 homes i 6 dones). De les 41 persones inactives 17 estaven jubilades, 6 estaven estudiant i 18 estaven classificades com a «altres inactius».

### Ingressos
El 2009 a La Petite-Marche hi havia 88 unitats fiscals que integraven 205 persones, la mediana anual d'ingressos fiscals per persona era de 12.928 €.

### Activitats econòmiques
Dels 9 establiments que hi havia el 2007, 1 era d'una empresa alimentària, 4 d'empreses de construcció, 2 d'empreses d'hostatgeria i restauració, 1 d'una empresa financera i 1 d'una entitat de l'administració pública.
Dels 5 establiments de servei als particulars que hi havia el 2009, 3 eren paletes, 1 guixaire pintor i 1 restaurant.
L'únic establiment comercial que hi havia el 2009 era una fleca.
L'any 2000 a La Petite-Marche hi havia 18 explotacions agrícoles que ocupaven un total de 819 hectàrees.

## Equipaments sanitaris i escolars
El 2009 hi havia una escola maternal integrada dins d'un grup escolar amb les comunes properes formant una escola dispersa.

## Poblacions més properes
El següent diagrama mostra les poblacions més properes.